# Libéralisme économique et action démocratique pour la reconstruction nationale
Libéralisme économique et Démocratique de l'Action de redressement National (ou LEADER-Fanilo) est un parti politique de Madagascar, fondé en 1992 par  Herizo Razafimahaleo, et dirigé, depuis la mort de ce dernier, par Manassé Esoavelomandroso.

## Historique
Le parti est fondé en juin 1992 par Herizo Razafimahaleo, un économiste, au discours modéré, réaliste, prêchant une certaine éthique politique.
Après les élections parlementaires de juin 1993, ce parti LEADER-Fanilo rejoint le gouvernement du Premier Ministre Francisque Ravony en août, mais Herizo Razafimahaleo démissionne du gouvernement en juillet 1994 et les autres ministres issus du parti LEADER-Fanilo en démissionnent en mai 1995. Herizo Razafimahaleo est candidat à l'élection présidentielle de novembre 1996, se classant troisième avec 15.13% des voix. Le parti soutient Didier Ratsiraka au second tour de l'élection présidentielle, en décembre 1996, et après sa victoire, ce parti LEADER-Fanilo rejoint le gouvernement en février 1997. Il remporte 16 sièges aux  élections parlementaires de juin 1998, se classant, en nombre d'élus, en seconde position. Herizo Razafimahaleo, nommé vice-Premier Ministre, quitte par la suite le gouvernement, bien que son parti continue à y participer. Herizo Razafimahaleo est de nouveau le candidat de son parti en décembre 2001 à l'élection présidentielle. Il démissionne de son poste de Président du parti en mai 2002 et quitte la scène politique.
Dans les élections parlementaires tenues le 15 décembre 2002,ce parti obtient 3,3% des votes et 2 des 160 sièges.
Herizo Razafimahaleo revient de façon active à la politique en 2006 et se présente à l'élection présidentielle de 2006 en tant que candidat du parti LEADER-Fanilo. Il obtient 9.03% des voix. En septembre 2007, aux élections législatives, le parti remporte un siège: celui de la circonscription Befandriana, gagné par Jonas Parfait Prezaly. Herizo Razafimahaleo meurt en juillet 2008. Au moment de sa mort, le Secrétaire Général du parti est Manassé Esoavelomandroso.
À la suite de la mort d'Herizo Razafimahaleo, Manassé Esoavelomandroso est choisi comme nouveau président du parti, début septembre 2008, tandis que les quatre vice-présidents sont désignés pour l'aider : Jean Max Rakotomamonjy, Benja Razafimahaleo, Constance Razafimily, et Eloi Beandaza. Alain Rakotomavo est choisi comme Secrétaire Général. Une ancienne vice-présidente, Nathalie Rabe, se met en retrait du parti et rentre en 2009 dans un gouvernement de transition après la crise politique de 2009.
Littéralement, Fanilo signifie torche, mais il est également utilisé métaphoriquement pour désigner un porte-parole.